# Crassispira rhythmica
Crassispira rhythmica é uma espécie de gastrópode do gênero Crassispira, pertencente à família Pseudomelatomidae.